# Olympische Sommerspiele 1936/Teilnehmer (Südafrikanische Union)
| Gelbes Symbol für Goldmedaillen mit stilisierten Olympischen Ringen | Graues Symbol für Silbermedaillen mit stilisierten Olympischen Ringen | Braundes Symbol für Bronzemedaillen mit stilisierten Olympischen Ringen |
| ------------------------------------------------------------------- | --------------------------------------------------------------------- | ----------------------------------------------------------------------- |
| —                                                                   | 1                                                                     | —                                                                       |

Die Südafrikanische Union nahm an den Olympischen Sommerspielen 1936 in Berlin mit einer Delegation von 25 Athleten teil. Dabei holte Charles Catterall im Boxen (Federgewicht) eine Silbermedaille. Damit erreichte sie zusammen mit den Delegationen aus Rumänien und Jugoslawien den 25. Platz im Medaillenspiegel.

## Medaillengewinner

### Silber
- Charles Catterall (Boxen – Federgewicht)

## Teilnehmerliste

### Boxen
| Athlet                | Gewicht | Platz  |
| --------------------- | ------- | ------ |
| William Passmore      | 50,8 kg | 5.     |
| Alec Hannan           | 53,5 kg | 5.     |
| Charles Catterall     | 57,2 kg | Silber |
| Thomas Hamilton-Brown | 61,2 kg | 17.    |
| Eddie Peltz           | 72,6 kg | 17.    |
| Robey Leibbrandt      | 79,4 kg | 4.     |

### Kunstwettbewerbe
| Künstler         | Disziplin                      | Werk                                 | Platz             |
| ---------------- | ------------------------------ | ------------------------------------ | ----------------- |
| Elizabeth Benson | Bildhauerkunst – Rundplastiken | Shangaan                             | keine Platzierung |
| Grace Browne     | Malerei und Grafik – Gemälde   | Kostümstudie/Accident/Bevendean Farm | hors concours     |
| Gee Burcharth    | Malerei und Grafik             | Der deutsche Adler                   | keine Platzierung |
| Alan Gourley     | Malerei und Grafik             | Plenty/Paul Hahn                     | keine Platzierung |
| Ann Graham       | Malerei und Grafik             | Black and White Illustrations        | keine Platzierung |
| Erika Hartig     | Malerei und Grafik             | Wotan/Baccara                        | keine Platzierung |
| Monica MacIvor   | Malerei und Grafik             | fünf verschiedene                    | keine Platzierung |

### Leichtathletik
| Athlet               | Disziplin         | Wertung   | Platz                          |
| -------------------- | ----------------- | --------- | ------------------------------ |
| Willie Botha         | 800 m             | 1:57,0 s  | im 1. Vorlauf ausgeschieden    |
| Willie Botha         | 4 × 400 m Staffel | 3:17,8    | im 1. Vorlauf ausgeschieden    |
| Johannes Coleman     | Marathon          | 2:36:17,0 | 6.                             |
| Pat Dannaher         | 100 m             | 11,11 s   | im Viertelfinale ausgeschieden |
| Pat Dannaher         | 200 m             | ?         | im 1. Vorlauf ausgeschieden    |
| Pat Dannaher         | 4 × 100 m Staffel | 41,7      | im 1. Vorlauf ausgeschieden    |
| Jackie Gibson        | Marathon          | 2:38:04,0 | 8.                             |
| Eric Grimbeek        | 100 m             | 10,9 s    | im Viertelfinale ausgeschieden |
| Eric Grimbeek        | 200 m             | 22,2 s    | im Halbfinale ausgeschieden    |
| Eric Grimbeek        | 4 × 100 m Staffel | 41,7      | im 1. Vorlauf ausgeschieden    |
| Tommy Lalande        | Marathon          | 2:57:20,0 | 27.                            |
| Tom Lavery           | 110 m Hürden      | 15,6 s    | im Halbfinale ausgeschieden    |
| Tom Lavery           | 4 × 100 m Staffel | 41,7 s    | im 1. Vorlauf ausgeschieden    |
| William Lindeque     | 800 m             | 1:56,4 s  | im 1. Vorlauf ausgeschieden    |
| William Lindeque     | 4 × 400 m Staffel | 3:17,8    | im 1. Vorlauf ausgeschieden    |
| Andries du Plessis   | Stabhochsprung    | 3,80 m    | 17.                            |
| Frank Rushton        | 400 m Hürden      | 55,2      | im 1. Vorlauf ausgeschieden    |
| Frank Rushton        | 4 × 400 m Staffel | 3:17,8    | im 1. Vorlauf ausgeschieden    |
| Clarke Scholtz       | 800 m             | 1:57,6    | im 1. Vorlauf ausgeschieden    |
| Clarke Scholtz       | 1500 m            | 4:02,0    | im 1. Vorlauf ausgeschieden    |
| Dennis Shore         | 400 m             | 49,6 s    | im Viertelfinale ausgeschieden |
| Dennis Shore         | 4 × 400 m Staffel | 3:17,8    | im 1. Vorlauf ausgeschieden    |
| Edwin Thacker        | Hochsprung        | 1,85 m    | 12.                            |
| Marthinus Theunissen | 100 m             | 10,7 s    | im Viertelfinale ausgeschieden |
| Marthinus Theunissen | 200 m             | 21,8 s    | im Halbfinale ausgeschieden    |
| Marthinus Theunissen | 4 × 100 m Staffel | 41,7      | im 1. Vorlauf ausgeschieden    |

### Radsport
| Athlet          | Disziplin         | Platz                    |
| --------------- | ----------------- | ------------------------ |
| Hennie Binneman | Straßenrennen     | 16.                      |
| Ted Clayton     | Straßenrennen     | ausgeschieden            |
| Ted Clayton     | Sprint            | in Runde 2 ausgeschieden |
| Ted Clayton     | 1000 m Zeitfahren | 15.                      |

### Ringen
| Athlet            | Gewicht          | Platz         |
| ----------------- | ---------------- | ------------- |
| Nevil Hall        | 61 kg (Freistil) | ausgeschieden |
| Jan van der Merwe | 79 kg (Freistil) | ausgeschieden |

### Rudern
| Athlet        | Disziplin | Platz                             |
| ------------- | --------- | --------------------------------- |
| Walter Youell | Einer     | in der ersten Runde ausgeschieden |